# Lesches-en-Diois
Lesches-en-Diois é uma comuna francesa na região administrativa de Auvérnia-Ródano-Alpes, no departamento de Drôme. Estende-se por uma área de 20,08 km². Em 2010 a comuna tinha 57 habitantes (densidade: 2,8 hab./km²).